# Lobelia

Lobelia es un género de plantas con flores que comprende unas  360–400 especies, con una distribución cosmopolita, principalmente en regiones tropicales y templadas del mundo, unas pocas se extienden a las regiones frías.
Algunos botánicos emplazan este género con la familia Lobeliaceae, otros como una subfamilia  Lobelioideae dentro de Campanulaceae. El sistema APG II no ha tomado una decisión sobre ello y la incluye en ambas familias.
Lobelia es probablemente la base de muchos otros géneros de Lobelioideae. 
Especies de Lobelia son el alimento de las larvas de algunas especies de Lepidopteras, incluyendo Xestia c-nigrum.

## Descripción
Son hierbas o arbustos, anuales o perennes. Hojas simples, cerradas a subenteras con las puntas de los dientes menudamente callosos. Flores en racimos terminales y bracteados o en las axilas de las hojas superiores, generalmente invertidas, pediceladas, mayormente bibracteoladas; corola generalmente hendida dorsalmente casi hasta la base y ocasionalmente con 2 hendeduras laterales (fenestras) marcadamente zigomorfas; filamentos generalmente libres de la corola, connados al menos distalmente, anteras desiguales, las 2 inferiores más cortas y generalmente con un fascículo penicilado de cerdas en el ápice, las 3 más largas parcialmente cerrando el orificio del tubo de las anteras mediante sus ápices encorvados; corola, estambres y estilo marchitándose y permaneciendo sobre el fruto. Cápsulas biloculares, 1/4 a más frecuentemente completamente envueltas por el hipanto, dehiscencia loculicida apicalmente; semillas numerosas, lisas y brillantes o foveoladas o tuberculadas.

## Propiedades
El pueblo nativo de Norteamérica utilizaba la Lobelia para tratar problemas respiratorios y musculares, así como laxante. Hoy se usa para tratar el asma y en programas para evitar fumar, como relajante y contra las depresiones nerviosas. La especie más usada en herbolarios es  Lobelia inflata (Indian Tobacco).

La especie L. chinensis (llamada bàn biān lián, 半边莲 en chino), es una de las 50 hierbas fundamentales de la medicina tradicional china.

## Taxonomía
El género fue descrito por Carlos Linneo y publicado en Species Plantarum 2: 929. 1753. La especie tipo es: Lobelia cardinalis L.
Etimología
Lobelia: nombre genérico que fue nombrado en honor del botánico belga Matthias de Lobel (1538-1616).

## Especies seleccionadas
| - Lobelia aberdarica - Lobelia anatina - Lobelia anceps - Lobelia appendiculata - Lobelia arnhemiaca - Lobelia assurgens - Lobelia berlandieri - Lobelia bridgesii - Lobelia boykinii - Lobelia canbyi - Lobelia cardinalis (syn. L. fulgens) - Lobelia chinensis - Lobelia columnaris - Lobelia comosa - Lobelia coronopifolia - Lobelia deckenii - Lobelia dortmanna - Lobelia erinus - Lobelia excelsa - Lobelia flaccidifolia - Lobelia flaccida - Lobelia gaudichaudii - Lobelia gerardii - Lobelia gibberoa - Lobelia hereroensis - Lobelia ilicifolia (syn. L. purpurascens) - Lobelia inflata - Lobelia kalmii | - Lobelia keniensis - Lobelia laxiflora - Lobelia leschenaultiana - Lobelia monostachya - Lobelia nicotianifolia - Lobelia niihauensis - Lobelia oahuensis - Lobelia pachytricha - Lobelia persicifolia - Lobelia pinifolia - Lobelia polyphylla - Lobelia puberula - Lobelia pyramidalis - Lobelia rhombifolia - Lobelia rosea - Lobelia sessilifolia - Lobelia siphilitica - Lobelia spicata - Lobelia telekii - Lobelia tenuior - Lobelia thapsoidea - Lobelia tupa - Lobelia urens - Lobelia valida - Lobelia zeylanica |